# Amores modernos
Amores modernos es el segundo álbum de estudio del grupo musical español La Tercera República, publicado por la compañía discográfica Dro East West en 2003. El "segundo de la Tercera", como fue bautizado por PopES80.com. Josu García explicó tras su publicación que "cualquiera de las canciones del segundo disco podría estar en el primero". El disco consolidó a La Tercera República como un referente para enterados, seguidores de bandas de estilos diferentes, pero que estaban cómodos con las armonías vocales, los guiños al rock clásico o la ironía amable de sus letras.
Con mucha carretera a sus espaldas, el álbum incluye melodías pop-rock atemporales, fuera de toda moda. Una historia de amor ("Rubia"), un trozo de dulce melancolía ("Ahora que ya no estás"), armonías vocales ("Amores modernos"), algo de música country con un pequeño guiño a Sabina ("Princesa Colibrí"), o la tristeza de una pérdida ("De la noche a la mañana"). Rock del de siempre, del que utilizaron Los Secretos (a quienes acompañaron anteriormente en giras), Quique González o el mismo Bob Dylan.
El disco apareció con las figuras de Josu y Pablo como productores asociados. Entre los invitados se encuentran colaboradores de lujo como Carlos Tarque de M Clan, que canta en el tema "Se me caen los anillos", y el israelí David Broza que interviene en "Compañera". El tema "Sólo tus canciones", que irónicamente había sido descartado del primer disco, había sido cedido a Daniela Herrero, y con él llegó al número uno de Music Control. Fue la canción más radiada en Argentina durante nueve semanas.

## Lista de canciones
| N.º | Título                    | Escritor(es)                                       | Duración |  |
| 1.  | «Sólo tus canciones»      | Pablo Martín                                       | 4:11     |  |
| 2.  | «Amores Modernos»         | Pablo Martín                                       | 3:35     |  |
| 3.  | «Ahora que ya no estás»   | Josu García                                        | 4:36     |  |
| 4.  | «Más de los mismos»       | Pablo Martín                                       | 4:48     |  |
| 5.  | «De la noche a la mañana» | Pablo Martín                                       | 3:44     |  |
| 6.  | «Se me caen los anillos»  | Pablo Martín                                       | 3:42     |  |
| 7.  | «Princesa Colibrí»        | Josu García                                        | 3:48     |  |
| 8.  | «Ni tú ni yo»             | Pablo Martín                                       | 4:07     |  |
| 9.  | «Rubia»                   | Josu García                                        | 3:49     |  |
| 10. | «Compañera»               | P.Martín, J.García, Antonio Oliver, Joaquín Sabina | 3:58     |  |